# ويليام هوارد شرودر
ويليام هوارد شرودر (بالإنجليزية: William Howard Schröder)‏ هو رسام كارتون جنوب أفريقي، ولد في 1851، وتوفي في 4 أغسطس 1892.